# Hans Siebert von Heister
Hans Siebert von Heister (geboren 19. Januar 1888 in Düsseldorf; gestorben 1967 in Berlin) war ein deutscher Maler des Expressionismus und Rundfunkpionier.

## Leben
Hans Siebert von Heister studierte ab 1911 Malerei bei Lovis Corinth und Konrad von Kardorff. 1919 wurde er Mitglied in der Künstlergruppe Junges Rheinland und trat in Berlin der Novembergruppe bei. Sein Bild Weib wurde 1922 von der Städtischen Kunstsammlung Düsseldorf aufgekauft. Nach der Machtübergabe an die Nationalsozialisten 1933 wurde das Bild beschlagnahmt und 1937 bei der Ausstellung „Entartete Kunst“ in München gezeigt.
1921 begann von Heister eine journalistische Karriere und wurde Mitbegründer des Rundfunks in Deutschland. Von 1924 bis 1940 war er Chefredakteur der Rundfunkzeitschrift Deutscher Rundfunk. Im Zweiten Weltkrieg war er 1942 auf dem Höhepunkt der deutschen Expansion Herausgeber der programmatischen Schrift Nationale Wirtschaftsordnung und Grossraumwirtschaft für die Gesellschaft für europäische Wirtschaftsplanung und Großraumwirtschaft. 
Nach Kriegsende war von Heister als freier Maler und Schriftsteller tätig.

## Schriften (Auswahl)
- H. S. v. Heister, Raoul Hausmann (Hrsg.): Führer durch die Abteilung der Novembergruppe. Kunstausstellung Berlin. Hannover : Steegemann, 1921
- (Hrsg.): Das Buch der Ansager : Die ständigen Rundfunkansager der europäischen Sender und der grossen amerikanischen Rundfunkgesellschaften in Wort und Bild. Mit Unterstützung der Rundfunk-Gesellschaften. Berlin : Rothgiesser & Diesing, 1932
- Hans Siebert v. Heister, Felix Kühl: Nationale Wirtschaftsordnung und Grossraumwirtschaft. Dresden : Meinhold, 1942[2]